# Speocera onorei
Espèce
Speocera onorei est une espèce d'araignées aranéomorphes de la famille des Ochyroceratidae.

## Distribution
Cette espèce est endémique d'Équateur.

## Publication originale
- Baert, 2014 : Ochyroceratidae (Araneae) of Ecuador. Bulletin de la Société Royale Belge d'Entomologie, vol. 150, p. 70-82.